# Трамплін «Біг-ейр Шоуган»
Трамплін «Біг-ейр Шоуган» (кит.: 首钢滑雪大跳台) — лижний трамплін, розташований в районі міського підпорядкування Шицзінша́нь (кит. спр. 石景山, піньїнь: Shíjǐngshān) столиці КНР Пекіні. Побудований для проведення спортивних заходів зимових Олімпійських ігор 2022 року.

## Опис
Комплекс був побудований на даху колишнього сталеливарного заводу Shougang Group, який був закритий перед літніми Олімпійськими іграми 2008 через побоювання з приводу забруднення повітря. Будівництво об'єкту розпочалося у 2018 році та було завершено 1 листопада 2019 року. Об'єкт буде постійним і використовуватиметься для проведення різних спортивних змагань, ставши першим у світі постійним місцем проведення змагань у дисципліні біг-ейр.
Лижний трамплін Шоуган розташований у північній частині старого промислового парку Шоуган, де з півночі на південь розташовані оригінальна електростанція Shougang, градирня та оригінальна киснева станція Shougang. Насосна станція охолодження, в районі старої фабрики Shougang була перетворена на зал перевірки квитків та зону управління заходами під час Зимових Олімпійських ігор. Парк забезпечує допоміжні сервісні функції, а стара киснева установка була перетворена на комплексну службову будівлю під час зимових Олімпійських ігор.
«Стійкість» Олімпійських ігор — це обов'язкова вимога, яку Міжнародний олімпійський комітет поставив містам-організаторам. У 2018 році ООН ухвалила резолюцію, в якій проголосила спорт фактором, що сприяє сталому розвитку та індустріальній спадщині парку Шоуган, повністю трансформувалося в олімпійську концепцію «стійкості».
Трамплін складається з трьох частин: траси, суддівської вежі та трибуни. Траса довжиною 164 метри має ширину 34 метри у найширшому місці та 60 метрів у найвищій точці. Форма змагання полягає в тому, що учасники швидко спускаються з висоти, злітають через велику платформу для стрибків та виконують технічні рухи, такі як сальто та повороти на великій висоті. Під час зимових Олімпійських ігор на спортивному об'єкті буде розіграно чотири комплекти медалей.
Після зимових Олімпійських ігор у Пекіні комплекс стане першим у світі, постійно зарезервованим та використовуваним місцем для стрибків із трампліну. Він зможе приймати великі спортивні змагання та стане місцем тренувань для професійних спортсменів та спортивних команд. База молодих талантів, база підготовки кадрів для організації заходів, що безпосередньо служить розвитку льодових та лижних видів спорту в Китаї. У той же час трамплін Shougang став знаковим ландшафтом, місцем відпочинку та перетворився на спортивний тематичний парк, який обслуговує публіку.

## Символічність дизайну
Творці трампліну були натхнені образами жіночих напівбожеств, що летять — апсар (кит. спр. 敦煌飞天, акад. дуньхуан фэйтянь, буквально «дуньхуанские апсары»), зображених на давньокитайських фресках печер Могао на околицях Дуньхуана. Цьому сприяло те, що китайська назва апсар — «фейтянь» — перекладається як «літають у небі», що образно відповідає спортивній дисципліні Олімпіади-2022 біг-ейр, вперше представленій на Олімпіадах. Тому трамплін на відстані виглядає як величезна стрічка апсар (один із їх атрибутів).

## Спортивні заходи
Для Зимових Олімпійських ігор 2022 року цей об'єкт стане єдиним місцем для занять сніговими видами спорту в Пекіні, а також одним із двох нових змагань у зоні. Тут відбуватимуться чотири змагання за медалі: змагання з фристайлу, з біг-ейр серед чоловіків і жінок, а також змагання зі сноуборду серед чоловіків і жінок.